# Đảo Sheep (Washington)
Đảo Sheep hay còn gọi là Đảo Picnic, là một trong những đảo thuộc quần đảo San Juan, quận San Juan, tiểu bang Washington, Hoa Kỳ. Nó là một hòn đảo nhỏ nằm ngoài khơi bờ biển phía đông của eo biển Tây, đảo Oscar. Đảo Sheep có diện tích 6.193 mét vuông (1.530 ha), với độ cao được ghi nhận là 23 feet (7,0 m).
Theo cuộc điều tra năm dân số năm 2000, có hai người sinh sống trên đảo.